# Widad Adabi Boufarik (basket-ball)
 (décembre 2023).
Si vous disposez d'ouvrages ou d'articles de référence ou si vous connaissez des sites web de qualité traitant du thème abordé ici, merci de compléter l'article en donnant les références utiles à sa vérifiabilité et en les liant à la section « Notes et références ».
Ne pas confondre avec le Widad Olympique Boufarik (WOB), un autre club de Basket-ball de Boufarik.
Actualités
Dernière mise à jour : 15 décembre 2017.
Widad Adabi Boufarik (en arabe : وداد أدبي بوفاريك), plus couramment abrégé en WA Boufarik ou WAB, est un club algérien de Basket-ball fondé en 1945 et basé dans la commune de Boufarik, à Blida.

## Palmarès
| Compétitions nationales | Compétitions internationales |
| - National 1 (10) - Champion : 1990, 1991, 1992, 1993, 1994, 1997, 1998, 1999 et 2002.2024 - Vice-champion : 2005 et 2006.2022.2023. - Coupe d'Algérie (9) - Vainqueur : 1987, 1992, 1994, 1996, 1998, 2001 et 2002.2022.2023. - Finaliste : 1999, 2005 et 2007.2024 - Tournoi de l'Excellence (2) - Vainqueur : 1998, 1999. - Super Coupe d'Algérie (04) - Vainqueur : 1997, 1998, 2001.2025 | - Championnat Arabe des Clubs Champions : - Maroc 1988 : 7e - Le Caire 1995 : 5e - Le Caire 1996 : 5e - Nabeul (Tunisie ) 1997 : 5e - Liban 1998 : Vice Champion - Arabie Saoudite 2001 : 6e - Coupe d'Afrique des Clubs Champions : - Demi-Finaliste : 1994 - Championnat Maghrebin de Basket : - Finaliste : 2003, Rabat, Maroc |